# Бульвар имени Хусаина Ямашева
Бульвар имени Хусаина Ямашева (тат. Хөсәен Ямашев исемендәге бульвар) — бульвар в городе Набережные Челны.

## Расположение
Бульвар Ямашева пролегает в поселке ГЭС Комсомолького района города Набережные Челны (Старый Город) от Проспекта Мусы Джалиля до пересечения с улицей Гидростроителей. Общая протяженность бульвара примерно 1258 метров.

## Объекты, расположенные на бульваре
- Центральная городская библиотека им. М. Джалиля — бульвар Ямашева, 4/14А [4].
- Госпиталь МВД по РТ — бульвар Ямашева, д.25 [5].
- На пересечении улицы Гидростроителей и бульвара Ямашева установлен памятник Петру Непорожнему — одному из создателей современной гидроэнергетической системы России [6].

## Происхождение наименования
Бульвар назван в честь Ямашева Хусаина Мингазетдиновича (1882—1912), видного деятеля татарского революционного движения.